# إدموند دور
إدموند دور (بالإنجليزية: Eric Dore)‏ هو لاعب اتحاد الرغبي أسترالي، ولد في 1880، وتوفي في 1964.